# Harald V. Roos
Harald Vilhelm Roos, finski general, * 1895, † 1969.